# واویلوو (داغستان)
واویلوو (به لاتین: Vavilovo) یک منطقهٔ مسکونی در روسیه است که در داغستان واقع شده‌است.